# Telly Savalas
Telly Savalas, egentligen Aristotelis Savalas, född 21 januari 1922 i Garden City på Long Island, New York, död 22 januari 1994 i Universal City norr om Los Angeles, Kalifornien, var en amerikansk skådespelare och sångare.

## Biografi

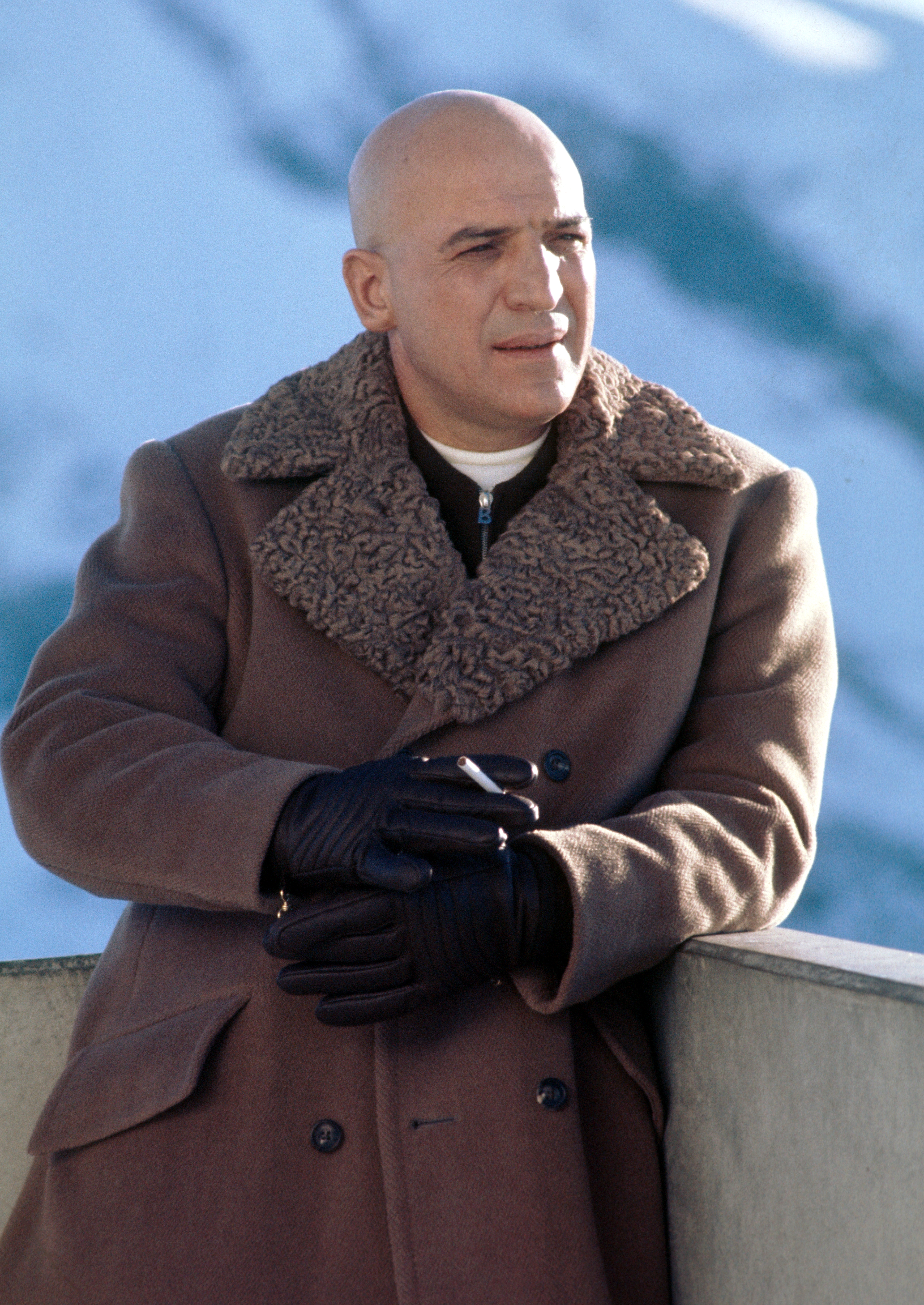
Telly Savalas under inspelningen av I hennes majestäts hemliga tjänst på plats i Schweiz.

Savalas, som var son till grekiska invandrare, tjänstgjorde som menig under andra världskriget där han sårades och belönades med utmärkelsen Purpurhjärtat. Han tog Bachelor of Arts-examen i psykologi och hade planer på att studera medicin, men började istället arbeta inom staten. Han fick sedan anställning vid ABC News där han blev chef för nyhetsprogrammen och vann en Peabody Award för serien Your Voice of America.
När han var närmare fyrtio år började han en ny karriär som skådespelare. Han spelade ofta motbjudande skurkar i ett antal filmer på 1960-talet. 1962 nominerades han för en Oscar för bästa manliga biroll i Fången på Alcatraz.
Han är mest känd för huvudrollen i TV-serien Kojak (1973–1978). Han är även känd som skurken Ernst Stavro Blofeld i James Bond-filmen I hennes majestäts hemliga tjänst (1969).
Savalas var även sångare och spelade in flera skivor.

## Filmografi i urval
- 1961 – Unga vildar
- 1962 – Farlig främling
- 1962 – Fången på Alcatraz
- 1963 – Tissel och tassel
- 1963 – Twilight Zone (TV-serie) (1 avsnitt)
- 1964 – Alfred Hitchcock presenterar (TV-serie) (1 avsnitt)
- 1964–1966 – Jagad (TV-serie) (3 avsnitt)
- 1965 – Mannen från Nasaret
- 1965 – Det stora slaget
- 1965 – Djingis Khan
- 1965 – En röst i telefonen
- 1967 – 12 fördömda män
- 1967 – Mannen från UNCLE (TV-serie) (2 avsnitt)
- 1968 – Rysk roulett madame?
- 1968 – Skalpjägarna
- 1969 – I hennes majestäts hemliga tjänst
- 1970 – Kellys hjältar
- 1971 – Ta mej igen... "Taiger"
- 1972 – Pancho Villa
- 1972 – Dödsexpressen
- 1973–1978 – Kojak (TV-serie) (118 avsnitt)
- 1978 – Capricorn One
- 1979 – Poseidons hemlighet
- 1979 – Mupparna
- 1979 – Flykten till Athena
- 1984 – Cannonball Run II
- 1985 – Kärlek ombord (TV-serie) (2 avsnitt)
- 1987 – McCall (TV-serie) (1 avsnitt)
- 1992–1993 – Scali (TV-serie) (3 avsnitt)

## Diskografi (urval)
Studioalbum
- 1972 – this is Telly Savalas...
- 1974 – Telly
- 1975 – Telly Savalas
- 1976 – Who Loves Ya Baby
- 1980 – Sweet Surprise